# Jan Žemlík
Jan Žemlík (* 9. Oktober 1977 in Příbram) ist ein tschechischer Fußballspieler.

## Vereinskarriere
Žemlík spielte in seiner Jugend für TJ Nový Jičín, Sokol Žilina, dann erneut in Nový Jičín und schließlich für Baník Ostrava. Er wechselte 1995 zu Dukla Hranice, um dort seinen Wehrdienst abzuleisten. Anschließend spielte der Stürmer abermals für TJ Nový Jičín, ehe er 1998 vom slowakischen Erstligisten MŠK Žilina verpflichtet wurde. Dort blieb er aber nur ein halbes Jahr, genau wie bei seinen folgenden Stationen VP Frýdek-Místek in der zweiten tschechischen Liga und Koba Senec in der slowakischen ersten Liga.
Im Winter 1999/00 wechselte der Angreifer zu Baník Prievidza, nach einigen Wochen aber kehrte er nach Tschechien zurück und schloss sich dem damaligen Zweitligisten SK LeRK Prostějov an. Auch dort hielt es ihn nur wenige Monate. Kurz nach Saisonbeginn 2000/01 ging Žemlík nach Polen zu Włókniarz Kietrz. Er kam 2001 in sein Heimatland zurück und spielte kurzzeitig für seinen ehemaligen Jugendverein Nový Jičín, ehe er erneut bei LeRK Prostějov unterschrieb.
Die Chance, in der Gambrinus Liga zu spielen bekam der 1,98 Meter große Žemlík erst im Alter von 24 Jahren im April 2002 bei Chmel Blšany. Gleich bei seinem Debüt gelang ihm ein Treffer. Bis Saisonende traf er in insgesamt sechs Spielen vier Mal. Diese Quote konnte er in der folgenden Saison nicht halten, in 24 Begegnungen schoss er acht Tore. Zur Saison 2003/04 wechselte der Stürmer zu Marila Příbram, hatte dort aber wegen seiner manchmal ungelenk wirkenden Spielweise vor allem beim Publikum einen schweren Stand. Im Oktober 2004 ging Žemlík zu Tescoma Zlín, die Trefferquote blieb aber für einen Stürmer ähnlich unbefriedigend wie zuvor in seiner Geburtsstadt Příbram. Er einigte sich mit der Vereinsführung auf eine Vertragsauflösung zum Jahresende 2006.
Ein halbes Jahr vereinslos, schloss sich Žemlík im Juli 2007 dem schottischen Zweitligisten FC Dundee an. Im Frühjahr 2008 spielte der Tscheche für den slowakischen Verein MŠK Žilina, ehe er für eine Saison in die zweite vietnamesische Liga zu Saigon United ging. Im Sommer 2009 kehrte Žemlík nach Tschechien zurück und schloss sich seinem ehemaligen Klub Nový Jičín an.